# Episodi di Tombstone Territory (prima stagione)
La prima stagione della serie televisiva Tombstone Territory è andata in onda negli Stati Uniti dal 16 ottobre 1957 al 17 settembre 1958 sulla ABC.
| nº | Titolo originale                | Prima TV USA      |
| -- | ------------------------------- | ----------------- |
| 1  | Gunslinger from Galeville       | 16 ottobre 1957   |
| 2  | Reward for a Gunslinger         | 23 ottobre 1957   |
| 3  | Ride Out at Noon                | 30 ottobre 1957   |
| 4  | Revenge Town                    | 6 novembre 1957   |
| 5  | A Bullet for an Editor          | 13 novembre 1957  |
| 6  | Killer Without a Conscience     | 20 novembre 1957  |
| 7  | Guns of Silver                  | 27 novembre 1957  |
| 8  | Desert Survival                 | 4 dicembre 1957   |
| 9  | Apache Vendetta                 | 11 dicembre 1957  |
| 10 | Ambush at Gila Gulch            | 18 dicembre 1957  |
| 11 | Sermons and Six Guns            | 25 dicembre 1957  |
| 12 | The Youngest Gun                | 1º gennaio 1958   |
| 13 | Shoot Out at Dark               | 8 gennaio 1958    |
| 14 | The Rebels' Last Charge         | 15 gennaio 1958   |
| 15 | Gun Fever                       | 22 gennaio 1958   |
| 16 | Mexican Bandito                 | 29 gennaio 1958   |
| 17 | Tong War                        | 5 febbraio 1958   |
| 18 | Postmarked for Death            | 12 febbraio 1958  |
| 19 | Johnny Ringo's Last Ride        | 19 febbraio 1958  |
| 20 | Outlaw's Bugle                  | 26 febbraio 1958  |
| 21 | Geronimo                        | 5 marzo 1958      |
| 22 | The Return of the Outlaw        | 12 marzo 1958     |
| 23 | Guilt of a Town                 | 19 marzo 1958     |
| 24 | Cave-In                         | 26 marzo 1958     |
| 25 | Skeleton Canyon Massacre        | 2 aprile 1958     |
| 26 | Strange Vengeance               | 9 aprile 1958     |
| 27 | The Tin Gunman                  | 6 aprile 1958     |
| 28 | The Outcasts                    | 23 aprile 1958    |
| 29 | Doc Holliday in Durango         | 30 aprile 1958    |
| 30 | Triangle of Death               | 7 maggio 1958     |
| 31 | Pick up the Gun                 | 14 maggio 1958    |
| 32 | The Assassin                    | 21 maggio 1958    |
| 33 | The Lady Gambler                | 28 maggio 1958    |
| 34 | Fight for a Fugitive            | 4 giugno 1958     |
| 35 | Legacy of Death                 | 11 giugno 1958    |
| 36 | The Gatling Gun                 | 27 agosto 1958    |
| 37 | The Black Marshal from Deadwood | 3 settembre 1958  |
| 38 | Thicker Than Water              | 10 settembre 1958 |
| 39 | Rose of the Rio Bravo           | 17 settembre 1958 |

## Gunslinger from Galeville
- Prima televisiva: 16 ottobre 1957

### Trama
- Guest star: Robert Foulk (Curly Bill Brocius), Brett King (Monk - scagnozzo), Thomas Browne Henry (J. Homer Radcliffe), Gilman Rankin (Deputy Charlie Riggs), Carol Kelly (Mag Davis), Lee Roberts (Howie - scagnozzo), John L. Cason (Lank Strayhorn), Charles Seel (Otis - Bartender), Troy Melton (McLowrey), Leonard P. Geer (scagnozzo)

## Reward for a Gunslinger
- Prima televisiva: 23 ottobre 1957

### Trama
- Guest star: Ken Drake (Frank Masters), Dehl Berti (Holt - Bounty Hunter), K.L. Smith (Diamond - Bounty Hunter), Gilman Rankin (Deputy Charlie Riggs), Michael Whalen (sindaco Fred Donolon), Barbara Collentine (Lucy Masters), Scotty Morrow (Tom Masters), Dennis Moore (Bill Sherwood), Troy Melton (Sid Lindon), George Becwar (passeggero diligenza), Richard Alexander (frequentatore bar), Ted Smile (frequentatore bar Walking Outside)

## Ride Out at Noon
- Prima televisiva: 30 ottobre 1957

### Trama
- Guest star: Robert Foulk (Curly Bill Brocius), Dan Sheridan (Sam Brewster), Jack Hogan (Tully Brewster), Thomas Browne Henry (J. Homer Radcliffe), Joe McGuinn (Link Thompson), Gilman Rankin (Deputy Charlie Riggs), Michael Whalen (sindaco Fred Donolon), Wayne Heffley (Saloon Patron), Charles Seel (Otis - Bartender), Ray Jones (cittadino)

## Revenge Town
- Prima televisiva: 6 novembre 1957

### Trama
- Guest star: Robert J. Wilke (Jess Caulfield), Jean Howell (Blanche Taylor), Morris Ankrum (Galeno Mayor), Nestor Paiva (giudice), Tyler McVey (giurato), James Seay (Hody Taylor), Gilman Rankin (Deputy Charlie Riggs), Keith Richards (cittadino), Tom Vize (cittadino), Bill Catching (giurato)

## A Bullet for an Editor
- Prima televisiva: 13 novembre 1957

### Trama
- Guest star: Stephen Bekassy (Raoul de Morency), Allison Hayes (Carole Thayer), Gene Roth (cittadino Making Bets), Robert Swan (giocatore di carte), Robert C. Ross (cittadino Stealing Pants), John Close (cittadino), Mathew McCue (cittadino)

## Killer Without a Conscience
- Prima televisiva: 20 novembre 1957

### Trama
- Guest star: Bruce Gordon (Jake Hoyt), Thomas Browne Henry (J. Homer Radcliffe), Gilman Rankin (Deputy Charlie Riggs), Charles Seel (Otis - Bartender), Ed Nelson (cowboy), Harry Raybould (cittadino), Mathew McCue (cittadino)

## Guns of Silver
- Prima televisiva: 27 novembre 1957

### Trama
- Guest star: Leo Gordon (Pete Carter), Pamela Duncan (Beth Williams), Bing Russell (Ollie Williams), Holly Bane (Billy Hooter), Gene Roth (Harry), Gilman Rankin (Deputy Charlie Riggs), Charles Seel (Otis, The Bartender), Jamie Forster (Matt Williams), Ethan Laidlaw (minatore), Jimmy Noel (minatore)

## Desert Survival
- Prima televisiva: 4 dicembre 1957

### Trama
- Guest star: John Vivyan (Glade Rafferty), Jack Reitzen (Gene Slater), Michael Fox (Mark Warren), Hank Patterson (Mitchell - Prospector), Ken Christy (negoziante)

## Apache Vendetta
- Prima televisiva: 11 dicembre 1957

### Trama
- Guest star: Peter Whitney (Karl Rank), Arthur Batanides (Tee-A-Hah), Michael Forest (Floyd Rank), Billy Nelson (Rod Stellings), Mitchell Kowall (Deputy), Leo Davis (Tai-Ho)

## Ambush at Gila Gulch
- Prima televisiva: 18 dicembre 1957

### Trama
- Guest star: Jack Grinnage (Jim Edwards), Dabbs Greer (Jim Edwards, Sr.), Rhodes Reason (Nate Crandall), Earle Hodgins (Phil Snell), Bill Catching (membro della banda), Gilman Rankin (Deputy Charlie Riggs), Robert Hinkle (membro della banda)

## Sermons and Six Guns
- Prima televisiva: 25 dicembre 1957

### Trama
- Guest star: Christopher Dark (Rev. Malcolm Tuttle), Murvyn Vye (Big Jim Sten), Joe Turkel (Zeb), Gregory Walcott (giocatore di poker), Pierce Lyden (giocatore di poker), Robert Keys (giocatore di poker), Jack Tornek (cittadino)

## The Youngest Gun
- Prima televisiva: 1º gennaio 1958

### Trama
- Guest star: Ralph Reed (Jett Sergeant), Milton Frome, Tom Holland (Dude Capper), Brad Trumbull (Jim Reno), George Eldredge, Gilman Rankin (Deputy Charlie Riggs), Craig Duncan (Hode Sergeant), James Logan, George Alexander

## Shoot Out at Dark
- Prima televisiva: 8 gennaio 1958

### Trama
- Guest star: John Beradino (Buckskin Frank Leslie), Mary Anderson (Doris Markham), Rayford Barnes (Laredo Markham), Morgan Jones (Sandy Markham), Harry Fleer (Hank Markham), Robin Riley (Slip Markham), Jack Santoro (cittadino), Jack Tornek (cittadino)

## The Rebels' Last Charge
- Prima televisiva: 15 gennaio 1958

### Trama
- Guest star: Harry Lauter (fratello di Sgt. Shelton), Richard Reeves (Hicks), Wayne Heffley (Challis), Jack Harris (Ned), Kaye Elhardt (Ella), Robert Lynn (banchiere), George Becwar (Ned), Fred Carson (Indian), Bill Catching (Raider), Troy Melton (Raider)

## Gun Fever
- Prima televisiva: 22 gennaio 1958

### Trama
- Guest star: William Phipps (Neal Weaton), Carlyle Mitchell (Ritchie - Gambling Proprietor), Robert Shield (Deputy), Mark Dunhill, Raymond Guth, Richard Warren, Hal Hoover, Patrick Riley, Herman Hack (frequentatore bar)

## Mexican Bandito
- Prima televisiva: 29 gennaio 1958

### Trama
- Guest star: Anthony Caruso (Augustine Ramirez), Jose Gonzales-Gonzales (Sancho), Robert Shield (Deputy), Michael Morgan (Bandit), Ollie O'Toole (Jonas), Fred King (Bandit), Helen Thayer (Lupe), Fred Carson (Miguel)

## Tong War
- Prima televisiva: 5 febbraio 1958

### Trama
- Guest star: Richard Loo (Quong Key), James Hong (Lum Chen), Frances Fong (Mei Lon), Harold Fong, Kevin Enright, Bob Tetrick, Hugh Langtry, Eddie Luke, Leon Alton, Weaver Levy

## Postmarked for Death
- Prima televisiva: 12 febbraio 1958

### Trama
- Guest star: Virginia Gregg (Ella Hawley), Robert Brubaker (Ben Burnett), William Vaughan (Pat Cormick), Ken Mayer (Rigg Quade), Robert Shield (Jim - Deputy), Harry Woods (Doc Cunningham), Rand Brooks (Ed - Depotmaster), Edmund Cobb (Clem Hawley)

## Johnny Ringo's Last Ride
- Prima televisiva: 19 febbraio 1958

### Trama
- Guest star: Myron Healey (Johnny Ringo), Robert Bice (giudice Reese), Anne Diamond (Flo), Jack Mann (Sidney Farrell), James Winslow (Otto Schmidt), Don C. Harvey (Ben Fraser), George Douglas, Phil Harvey, Martin Smith, Marx Hartman (Gambler), Bill Catching (Posse Rider), Ray Jones (Harry - The Bartender)

## Outlaw's Bugle
- Prima televisiva: 26 febbraio 1958

### Trama
- Guest star: Andrew Duggan (Kirk Stevens), Sam Buffington (Monte Davis), John Shay, Jack Mather (Tradesman Advertiser), George Cisar (Jeb Crowley), Robert Shield (Jim - Deputy), William Meigs (allevatore di bestiame), Greigh Phillips, Charles Reade (Pete)

## Geronimo
- Prima televisiva: 5 marzo 1958

### Trama
- Guest star: John Doucette (Geronimo), Angie Dickinson (Dolores), Tom Greenway (Kylie), George Gilbreth (tenente Forsyth), Robert Shield (Jimmy - Deputy), Jean R. Maxey (Weeping Widow), Hank Patterson (Old Timer), Jack Littlefield (Dover), Brick Sullivan (minatore), Jack Tornek (cittadino)

## The Return of the Outlaw
- Prima televisiva: 12 marzo 1958

### Trama
- Guest star: John Anderson (Allen Danbury), John Frederick (scagnozzo), Peg Hillias (Mrs. Danbury), Norma Moore (Kay Danbury), Marilyn O'Connor (Rita - Saloon Gal), William Talman (Logan Beatty)

## Guilt of a Town
- Prima televisiva: 19 marzo 1958

### Trama
- Guest star: James Best (Mitt Porter), Kathleen Crowley (infermiera Wyn Simmons), Jan Merlin (Billy Clyde), Charles Maxwell (Dave Porter), Ed Hinton, Gus Schilling, John Parrish, Paula Houston (Mrs. Bradbury), Phil Arnold (Printer), Bob Wehling, George Becwar, Larry Gelbman, Troy Melton (Posse Member), Howard Wright (Mr. Howard)

## Cave-In
- Prima televisiva: 26 marzo 1958

### Trama
- Guest star: Margaret Hayes (Sally Wilson), Robert Stevenson (Big Bill Hartley), Harry Woods (Doc Cunningham), Ruthie Robinson (Emily Robinson), Charles Herbert (Jimmy Reach), Virginia Eiler (Barbara Robinson), Ray Jones (cittadino)

## Skeleton Canyon Massacre
- Prima televisiva: 2 aprile 1958

### Trama
- Guest star: Robert Foulk (Curly Bill Brocius), Rodolfo Hoyos Jr. (Don Jacinto Orosco), Karl Lukas (Bandit), Dennis Moore (Deputy Lee), Ronald Foster, Max Palmer, Arthur Lovejoy, Sean Meany

## Strange Vengeance
- Prima televisiva: 9 aprile 1958

### Trama
- Guest star: Dan Barton (Frank Callaway), Don Garner (Cliff Beaumont), Francis McDonald (Winnie Joe Westerby), Grant Richards (Ben Beaumont), Jean Willes (Libby Callaway)

## The Tin Gunman
- Prima televisiva: 6 aprile 1958

### Trama
- Guest star: Neil Grant (Billy Denver), Patrick Waltz (Johnny Pearce), Lisa Gaye (Miss Lizette), Paul Lambert (Dick Pearce), Hal Smith (Whitey Beck), Dennis Moore (Deputy Lee), Charles Seel (Otis - Bartender), Jack Tornek (cittadino)

## The Outcasts
- Prima televisiva: 23 aprile 1958

### Trama
- Guest star: Leonard Bell (Tombstone cittadino), Henry Brandon (Sect Member), Stephen Courtleigh (Elder Elias Ranson), Kathleen Freeman (Hannah Woolsey), Regina Gleason (Miss Ashdown), Glen Gordon (Lige Crown), Dennis Moore (Deputy Lee Higley), Jeanette Taylor (Tabitha Ranson), David Whorf (Ben Ashdown), Jeane Wood (Tombstone Townswoman)

## Doc Holliday in Durango
- Prima televisiva: 30 aprile 1958

### Trama
- Guest star: Gerald Mohr (Doc Holliday), Mark Tapscott (Ed Mace), Len Hendry (Durango Marshal), Tom Monroe (Blacksmith), Reed Howes (giocatore di poker), Fred Coby (Carter), Mauritz Hugo (Farrell), Craig Duncan (Will Hutch), Jeanne Evans (Saloon Gal), Lester Dorr (barista), Guy Wilkerson (negoziante), Robert Lynn (Gambler), Chuck Carson (membro della banda), Herman Hack (frequentatore bar)

## Triangle of Death
- Prima televisiva: 7 maggio 1958

### Trama
- Guest star: Cathy Downs (Patricia Camden), Bartlett Robinson (Aaron McCafin), Peter Hansen (George Camden), Paul Cavanagh (banchiere), Ken Christy (negoziante), Robert Swan (barista), Ed Nelson (Depot Clerk)

## Pick up the Gun
- Prima televisiva: 14 maggio 1958

### Trama
- Guest star: Paul Comi (Frank McLowery), Max Cutler (barista), Patrick McVey (Mr. Carew - Miner), Tom Pittman (Billy Clanton), Pernell Roberts (Johnny Coster), Fay Spain (Lisa Carew)

## The Assassin
- Prima televisiva: 21 maggio 1958

### Trama
- Guest star: Larry Pennell (Bill Doolin), Gail Kobe (Nellie Cashman), Trevor Bardette (William Clinton), Warren Oates (Joe Clinton), Milt Hamerman, Cece Whitney (Katie Doolin), Dean Casey, Edmund Johnston, Frank Watkins (Stagecoach Passenger)

## The Lady Gambler
- Prima televisiva: 28 maggio 1958

### Trama
- Guest star: Diane Brewster (Julie Dixon), Peggy Maley (Belle Winters), Carlyle Mitchell (Richie Farrell), Douglas Henderson (Val Slater), Peter Breck (Sam Dixon), Fred Kohler Jr. (Jim), Ollie O'Toole (Fred - Hotel Desk Clerk), Dennis Moore (Deputy Lee), Bill Catching, Troy Melton (Jim Kenney), Harry Wilson (frequentatore bar)

## Fight for a Fugitive
- Prima televisiva: 4 giugno 1958

### Trama
- Guest star: William Bakewell (Walt Dickerson), Richard Emory (Howie Dickerson), Dennis Moore (Deputy Lee), Joan Marshall (Laura Coleman Andrews), Joe Haworth (Vince Harper), Jeff DeBenning (capitano Dan Kirby), Kenne Duncan (barista), Billy Nelson (cittadino)

## Legacy of Death
- Prima televisiva: 11 giugno 1958

### Trama
- Guest star: Joe De Santis (comandante Nexor), Anthony George (Santiago), Perry Lopez (Juan), Anna Navarro, Frank Sully, Robert Tafur, Bob Tetrick

## The Gatling Gun
- Prima televisiva: 27 agosto 1958

### Trama
- Guest star: Douglas Kennedy (Sam Colby), Ed Kemmer (tenente Paul Crane), Margaret Field (Sarah Medford), George Keymas (Quince), Henry Rowland (scagnozzo), Kenne Duncan (barista)

## The Black Marshal from Deadwood
- Prima televisiva: 3 settembre 1958

### Trama
- Guest star: Lon Chaney Jr. (Retired Marshal Dagget), John Close (The Kenley Kid), Fred Gavlin (Tom Grady), David Whorf (Ben Ashdown), Kenne Duncan (barista), Barney Elmore

## Thicker Than Water
- Prima televisiva: 10 settembre 1958

### Trama
- Guest star: Paul Richards (Milo Wade), Steven Terrell (Seth Wade), Britt Wood (Old Prospector)

## Rose of the Rio Bravo
- Prima televisiva: 17 settembre 1958

### Trama
- Guest star: Kathleen Nolan (Rose), Michael Landon (Barton Clark, Jr.), Dennis Moore (Deputy Lee), Jim O'Neill, George Barrows (Los Angeles Police Detective), Mark Bailey (Rose's Outlaw Companion), Bruce Wendell (House Detective), Paul Power (Wealthy Suitor)